# Sîdorî, Hlobîne
Sîdorî (în ucraineană Сидори) este un sat în comuna Horbî din raionul Hlobîne, regiunea Poltava, Ucraina.

## Demografie
Componența lingvistică a localității Sîdorî
     Ucraineană (96,59%)
     Rusă (3,41%)
Conform recensământului din 2001, majoritatea populației localității Sîdorî era vorbitoare de ucraineană (96,59%), existând în minoritate și vorbitori de rusă (3,41%).